# 基埃沃-奧列克桑德里夫西克
47°15′20″N 31°21′49″E / 47.25556°N 31.36361°E
基埃沃-奧列克桑德里夫西克（烏克蘭語：Києво-Олександрівське），是烏克蘭南部的村莊，隸屬尼古拉耶夫州的沃茲涅先斯克區。該村面積0.33平方公里，海拔高度88米，2001年人口107，人口密度每平方公里324.2人。